# Bastos (football)
Bartolomeu Jacinto Quissanga
Pour les articles homonymes, voir Bastos.
Bartolomeu Jacinto Quissanga, plus connu sous le nom de Bastos, né à Luanda le 23 novembre 1991 à Luanda en Angola, est un footballeur international angolais qui évolue au poste de défenseur central avec Botafogo FR.

## Biographie

### Botafogo
En août 2023, Botafogo a annoncé la signature du défenseur avec un contrat jusqu'à fin 2024. Bastos était à Al-Ahli, en Arabie Saoudite.

## Style de jeu
Bastos n' est pas un défenseur très grand (1,84 m) mais est doté d'une grande puissance obtenue grâce à son corps musclé. Il est donc très difficile de remporter un duel au physique avec lui. Il est aussi particulièrement rapide et possède une technique au-dessus de la moyenne pour un défenseur.

## Statistiques
| Saison                | Club                  | Championnat           | Championnat | Championnat | Coupe(s) nationale(s) | Coupe(s) nationale(s) | Compétition(s) continentale(s) | Compétition(s) continentale(s) | Compétition(s) continentale(s) | Total | Total |
| Saison                | Club                  | Division              | M.          | B.          | M.                    | B.                    | Comp.                          | M.                             | B.                             | M.    | B.    |
| 2013-2014             | FK Rostov             | D1                    | 17          | 0           | 4                     | 0                     | -                              | -                              | -                              | 21    | 0     |
| 2014-2015             | FK Rostov             | D1                    | 29          | 1           | 1                     | 0                     | C3                             | 2                              | 0                              | 32    | 1     |
| 2015-2016             | FK Rostov             | D1                    | 26          | 3           | -                     | -                     | -                              | -                              | -                              | 26    | 3     |
| 2016-2017             | FK Rostov             | D1                    | 3           | 0           | -                     | -                     | C1                             | 2                              | 0                              | 5     | 0     |
| Sous-total            | Sous-total            | Sous-total            | 75          | 4           | 5                     | 0                     | -                              | 4                              | 0                              | 84    | 4     |
| 2016-2017             | Lazio Rome            | D1                    | 11          | 0           | 3                     | 0                     | -                              | -                              | -                              | 14    | 0     |
| 2017-2018             | Lazio Rome            | D1                    | 21          | 4           | 1                     | 0                     | C3                             | 6                              | 1                              | 28    | 5     |
| 2018-2019             | Lazio Rome            | D1                    | 13          | 0           | 3                     | 0                     | C3                             | 5                              | 0                              | 21    | 0     |
| Sous-total            | Sous-total            | Sous-total            | 45          | 4           | 7                     | 0                     | -                              | 11                             | 1                              | 63    | 5     |
| Total sur la carrière | Total sur la carrière | Total sur la carrière | 120         | 8           | 12                    | 0                     | -                              | 15                             | 1                              | 147   | 9     |

## Palmarès
FK Rostov
- Vainqueur de la Coupe de Russie en 2014

 Lazio Rome
- Vainqueur de la Coupe d'Italie en 2019
- Finaliste de la Coupe d'Italie en 2017